# 광주시 병
광주시 병은 대한민국의 옛 국회의원 선거구이다. 당시 전라남도 광주시의 일부 지역을 관할했다.

## 역사
제4대 국회의원 선거를 앞두고 광주시 선거구가 갑, 을, 병으로 분리되면서 신설되었다. 이때 광산군 지산면, 대촌면, 서창면이 광주시에 편입됨에 따라 해당 지역들도 관할하게 되었다.
1963년 1월, 송석동·등룡동·학승동이 광산군 대촌면으로, 서호동·방하동·신호동이 광산군 서창면으로 편입되었다. 이에 제6대 국회의원 선거를 앞두고 광주시 병 선거구는 폐지되었으며 잔여 지역은 각각 광주시 을 선거구와 광산군 선거구로 편입되었다.

## 역대 국회의원
| 선거   | 정당 | 정당   | 의원   |
| ------ | ---- | ------ | ------ |
| 1958년 |      | 자유당 | 박흥규 |
| 1960년 |      | 민주당 | 이필선 |

## 역대 선거 결과

### 대한민국 제4대 국회의원 선거
|  | 66.66% |

|  | 17.74% |

|  | 15.58% |

### 대한민국 제5대 국회의원 선거
|  | 27.29% |

|  | 26.10% |

|  | 17.25% |

|  | 16.99% |

|  | 6.26% |

|  | 6.08% |